# Dorothea Barth Jörgensen

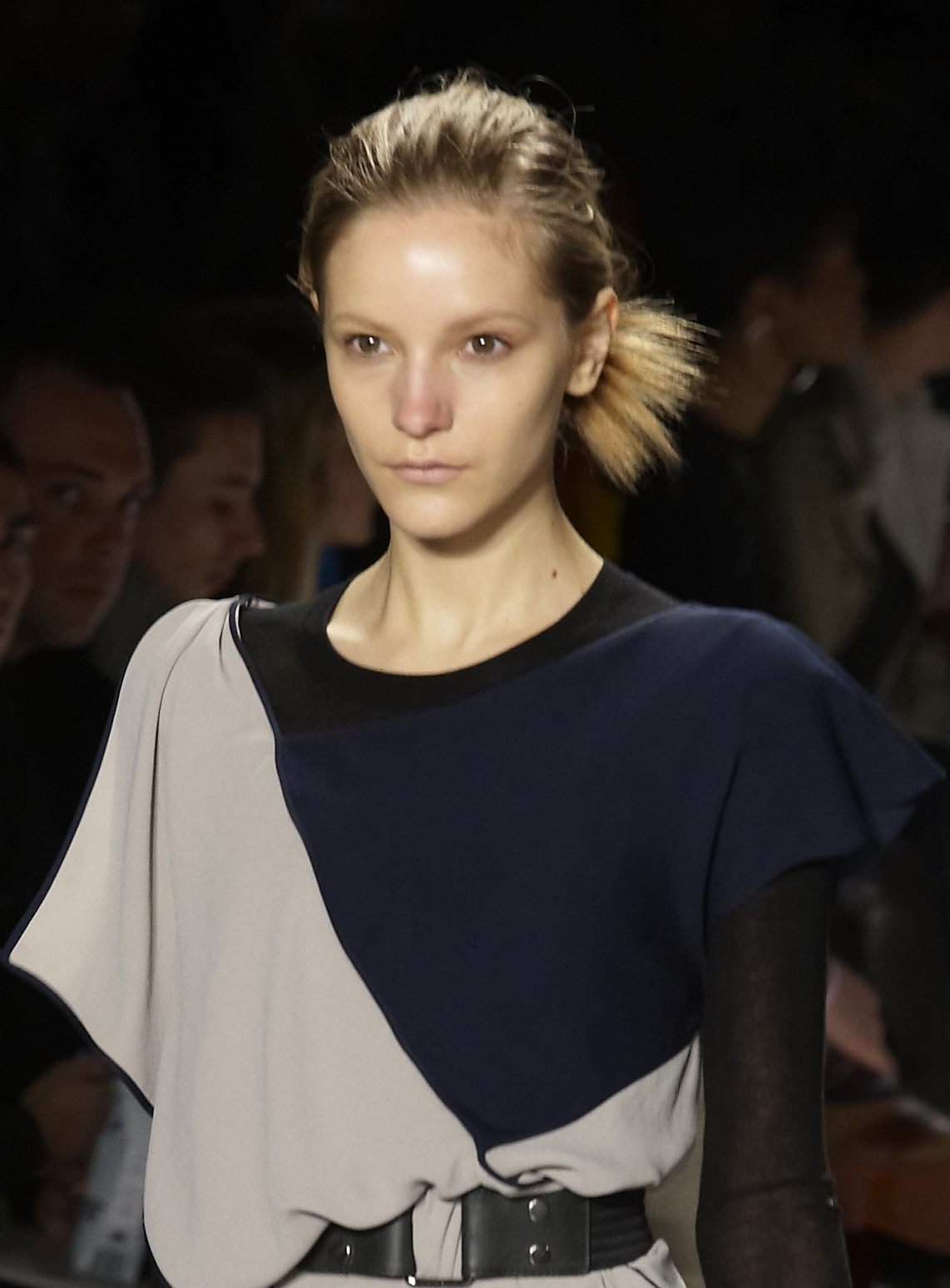
Dorothea Barth Jörgensen

Dorothea Barth Jörgensen (* 6. November 1990 in Stockholm) ist ein ehemaliges schwedisches Model.

## Leben
In Schweden gewann sie 2007 die Elite Model Look und erhielt das Jahr darauf Verträge bei Elite Model Management und Women Management, woraufhin sie nach New York zog.
Im Februar 2009 lief sie erstmals bei der New York Fashion Week, für BCBG Max Azria, Calvin Klein, Jonathan Saunders, Marc Jacobs und Proenza Schouler. In Mailand ging sie im selben Monat bei der Fashion Week für Sportmax, Prada, Jil Sander, Missoni und Pringle of Scotland. In der Pariser Fashion Week ging sie für Anne Valerie Hash, Chanel, Dries Van Noten, KENZO, Lanvin, Louis Vuitton und Miu Miu. Damit lief sie in ihrer ersten Saison auf mehr als 40 Shows, was ihr Karriere brachte. Auf Models.com wurde sie sodann als top ten newcomers gewürdigt. Auch Style.com zollte ihr Tribut.
Sie war 2009 und 2012 Bestandteil der Victoria’s Secret Fashion Show.
Im Dezember 2010 war sie das Cover der Vogue Korea.
Ferner war sie in Werbungen für Alberta Ferretti, Burberry, H&M, J.Lindeberg, The Row und Vera Wang und ging u. a. für Acne, DKNY, Matthew Williamson, Oscar de la Renta, Philosophy, Rag & Bone, Rick Owens, Rochas, Topshop und Vanessa Bruno.
In folgenden Zeitschriften war sie u. a. abgebildet: Another Magazine, British Vogue, Elle, Harper’s Bazaar, Interview Magazine, The New York Times, V Magazine, Vogue España, Vogue Italia, Vogue Japan und W Magazine.